# سبايرو البرتقالي: مؤامرة كورتكس
سبايرو البرتقالي: مؤامرة كورتكس (بالإنجليزية: Spyro Orange: The Cortex Conspiracy)‏ لعبة فيديو من سلسلة سبايرو تعتبر رابع إصدار للعبة سبايرو على جهاز الجيم بوي أدفانس اصدرت اللعبة في العام 2004 و تعتبر اللعبة الوحيدة في سلسلة سبايروالتي تجمع ما بين كراش و سبايرو في مغامرة ضد ربتو و كورتكس العدوان الشريران من الأجزاء السابقة لسلسلتي ألعاب سبايرو وكراش.